# Микільськ
Микі́льськ(колишня назва Никольський) — село в Україні, у Житомирському районі Житомирської області. Входить до складу Романівської селищної громади. Населення становить 13 осіб.

## Географія
На північному сході від села бере початок річка Тетинець, права притока Тетерева.

## Історія
У 1906 році Никольський, хутір Чуднівської волості Житомирського повіту Волинської губернії. Відстань від повітового міста 40 верст, від волості 16. Дворів 1, мешканців 7.